# Batalla de Smolensk (1812)
La batalla de Smolensk fou la primera gran batalla de la invasió francesa de Rússia. Va tenir lloc entre el 16 i el 18 d'agost 1812, entre 50.000 homes de la Grande Armée de Napoleó Bonaparte i 60.000 russos sota les ordres de Barclay de Tolly.
Napoleó començava a penetrar a l'interior de Rússia, havia arribat el 15 d'agost a les ribes del riu Dnièper, enfront de la ciutat de Smolensk. El dia 16 al matí les tropes d'avantguarda emprengueren la marxa creient apoderar-se de la ciutat per sorpresa, però nombroses forces que defensaven la plaça impediren el moviment i obligaren al mariscal Ney, que comandava l'avantguarda, a esperar l'arribada de l'emperador amb el gruix de l'exèrcit. Els russos s'afanyaren a defensar l'antiga ciutat, i marxant el príncep Bagration per la riba dreta del Dnièper, aigua amunt de Smolensk, s'encarrega Barclay de Tolly de presentar batalla a Napoleó, prenent posicions a la ciutat i els seus environs, a la riba dreta del riu, amb un fort exèrcit de 130.000 homes, mentre Napoleó amb 140.000 homes ocupava les altures que, en forma d'amfiteatre, s'estén per la riba esquerra.
Napoleó no podia dubtar de cap manera davant els russos, que li disputaven la plaça, i no disposava de prou temps per comprovar si podia creuar riu amunt, operació a més a més perillosa, perquè l'únic pont que restava era en poder dels russos i podien tallar-li la línia de comunicació, i decidí apoderar-se de Smolensk, i a les 10 del matí del dia 17 donà el senyal d'assalt. Després de sis hores de combat acarnissat, els francesos van aconseguir apoderar-se dels ravals, que s'estenien més enllà del recinte emmurallat, deixant pel dia següent l'assalt a la plaça, encomanat al general d'Alton, que comandava el centre de l'exèrcit francès.
Aquest general, assessorat pel general Haxo, el qual havia practicat un reconeixement del recinte sota un terrible foc, resolgué donar l'assalt per un punt que semblava accessible, constituït per una antiga esquerda que no havia estat reparada mai i tan sols estava tancada per un talús de terra. Però els russos havien evacuat la plaça durant la nit, però no sense haver-la incendiada abans, i en mig de l'obscuritat es veieren sortir de la ciutat immenses flamarades que segons frase de Napoleó estampada en el seu Butlletí, constituïen un extraordinari espectacle, semblant a una erupció del Vesuvi en una bella nit d'estiu.
A l'alba els francesos entraren a Smolensk, tractant de salvar-la de les flames. En veure les hosts franceses aquella desolació, començaren a comprendre que aquella campanya no era com les altres, i s'adonaren que es podien sense provisions. Smolensk hauria estat una font d'aprovisionament útil si s'hagués pres intacte.